# Perioada interbelică în arta Poloniei

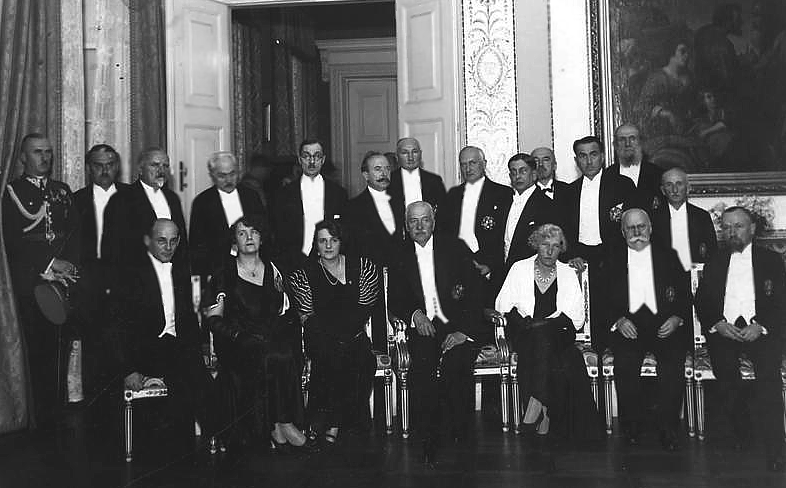
Sesiunea inaugurală a deschiderii Academiei Poloneze de Literatură, 1933

Cultura Poloniei în perioada interbelică a asistat la renașterea suveranității Poloniei. Națiunea, împreună cu patrimoniul său cultural nu au mai fost suprimate de cele trei mari puteri străine care au împărțit Polonia între ele. Dezvoltarea culturală a avut ca efect retragerea culturii elitelor nobilimii din secolul al XIX-lea și a culturii populare tradiționale, precum și apariția unei noi culturi de masă, cu integrarea societății poloneze mai aproape de noua intelectualitate, educată în practica democrației. 

## Istoric
În afară de paralizia economiei cauzată de secolul în care Polonia a fost împărțită între cele trei mari puteri,  una dintre cele mai grave consecințe ale dominației străine a fost analfabetismul, afectând 33,1% din cetățenii Poloniei în 1921, cea mai gravă situație fiind în fostul Imperiu Rus.   
Teritoriile aflate sub dominație prusacă erau cele mai dezvoltate, deși polonezii au fost supuși celor mai nemiloase politici de germanizare Kulturkampf și Hakata  în timp ce teritoriile de est și de sud - părți aflate sub dominație rusă și austriacă erau printre regiunile cel mai puțin dezvoltate din Europa. Chiar dacă nivelul de dezvoltare economică, culturală și politică între cele trei foste zone de ocupație diferea substanțial, în timp, centrele culturale din Varșovia, Cracovia, Wilno (acum Vilnius) și Lviv) s-au ridicat la nivelul orașelor europene importante.

## Repere
Chiar dacă termenul Cultura poloneză  se referă în primul rând la cultura în limba polonă din Polonia, a Doua Republică Poloneză a avut, de asemenea, numeroase minorități naționale, mai ales evrei, ucraineni, belaruși, lituanieni și germani cu contribuție esențială în dezvoltarea culturii poloneze.
Polonia era de asemenea o societate multiculturală a cărei imagine etno-culturală a fost modelată timp de mai multe secole. În 1921, în conformitate cu primul recensământ național, polonezii catolici constituiau 69,2% din populație, ucrainenii 14,3%, evreii 7,8%, belarușii 3,9%, iar germanii 3,9%. Minorităților s-au ridicat la un procent de 30,8% din total. Creșterea ponderii noii intelectualități a dus la dezvoltarea unui număr record de partide politice, grupuri de interese și societăți. În câteva decenii numărul de cititori de ziare s-a dublat. În 1919, noi universități s-au deschis în Poznań, Wilno, și Lublin.
Universitățile din Cracovia și Lwów fuseseră polonizate cu cinci ani înainte. 
Sidicatul profesorilor pentru școlile elementare s-a format în anul 1919  
În primii zece ani de reluare a dezvoltării în Polonia, numărul total de școli a crescut cu aproape 10.000 mulțumită decretului oficial dat în educația publică. Până la momentul invaziei nazisto-sovietice din 1939, aproximativ 90% dintre copii au fost înscriși în școlile din întreaga țară, numărul lor fiind limitat doar de lipsa de personal calificat și lipsa de școli adecvate, mai ales la sate.
În 1921, un târg comercial important a fost stabilit  în Lwów, imediat după încheierea ostilităților, conceput pentru a facilita noi parteneriate de afaceri în Polonia, dar și cu România Mare, Ungaria și Uniunea Sovietică. Anualul Târg din Est sau  Targi Wschodnie (așa cum este cunoscut în Polonia), se lăuda în 1928 cu aproximativ 1600 de expozanți, dintre care 400 erau firme străine. Târgul a atras 150.000 de vizitatori în acel an, având tramvaie care făceau legătura cu orașul, birou vamal și telefon. Tot în 1928, un târg asemănător a avut loc la Wilno ( acum Vilnius, Lituania) cu scopul dezvoltării afacerilor în nord-estul Poloniei. Târgul din Nord (Targi Północne)a fost vizitat de aproape 180.000 de vizitatori în primul an. Era cel mai mare eveniment local al anului, expunând textile, mobilier, animale de fermă, blănuri, echipamente turistice, utilaje de producție și multe alte produse comerciale.
Noi teatre s-au deschise în Bydgoszcz(1919), Katowice(1922) și Toruń (1929). În Varșovia, noul Teatru polonez funcționa din 1913, iar în 1924 s-a deschis Teatrul Narodowy, urmat de Teatrul Bogusławskiego (1926, reconstruit) și de Ateneu (1928). Au existat, de asemenea, mai multe companii de teatru ambulant în Cracovia și Lwów. Prin 1936 existau 26 de teatre dramatice permanente în țară. Filarmonica din Cracovia s-a inspirat din Casa poporului, Bruxelles , și a fost finalizată în 1931 datorită sponsorizării generoase a prințului-cardinal Adam Stefan Sapieha. De-a lungul perioadei interbelice, Filarmonica din Cracovia a menținut, de asemenea, Sindicatul muzicienilor profesioniști polonezi, constituit pentru a proteja interesele membrilor săi, precum și nivelul artistic al interpretării lor. 
Conservatoare de muzică au fost înființate în Varșovia, Poznań, Katowice, Cracovia, Łódź și Wilno. În 1934 ramura principală a Muzeului Național al Poloniei a fost construită în Cracovia, exponatele ajungând la 300.000 de obiecte. 

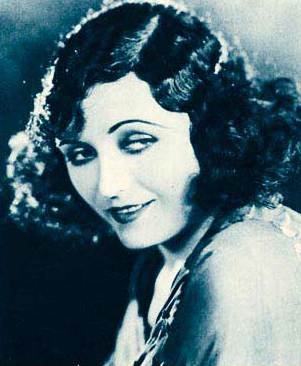
Pola Negri, 1924

Industria filmului a primit un impuls major în jurul anului 1934, când s-a format o nouă generație de  actori: Stefan Jaracz, Mieczysława Ćwiklińska, Elżbieta Barszczewska, Kazimierz Junosza-Stępowski și Adolf Dymsza. În perioada respectivă s-a introdus sistemul de film de studio cu Sfinxul de Varșovia, fondat de Aleksander Hertz, care a devenit cea mai mare companie producătoare de filme la nivel local. Studioul a descoperit-o pe Pola Negri, în vârstă de 17 ani pe atunci, și a făcut opt filme cu ea, înainte ca Negri să devină o vedetă internațională stabilită la Hollywood. 
În 1926 Radioul polonez a început să emită emisiunile sale periodice de la Varșovia. Numărul de stații radio deținute public a crescut la 10 înainte de invazia din 1939. 
În 1933 Academia Poloneză de Literatură (PAL) a fost fondată în Varșovia. Aceasta a fost una dintre cele mai importante instituții de stat ale vieții literare  concentrându-se pe dezvoltarea culturii și artei . 
Acesta a fost propusă de Stefan Żeromski, cu scopul de a accelera procesul de recuperare din secolul  antipolonismului rasial, și a fost pusă în aplicare la cinci ani de la moartea sa. Academia acordat două dintre cele mai înalte onoruri naționale pentru contribuția adusă la dezvoltarea literaturii poloneze: Laurul de aur și de argint (Złoty, și Srebrny Wawrzyn).   Obiectivul principal a fost de a ridica nivelul calității editurilor poloneze . Printre membrii de onoare se aflau și  principalii promotori ai Academiei: președintele Poloniei Ignacy Mościcki și mareșalul Józef Piłsudski.